# Davilla nitida
Davilla nitida är en tvåhjärtbladig växtart som först beskrevs av Vahl, och fick sitt nu gällande namn av Kubitzki. Davilla nitida ingår i släktet Davilla, och familjen Dilleniaceae. Inga underarter finns listade i Catalogue of Life.